# 미니에탄

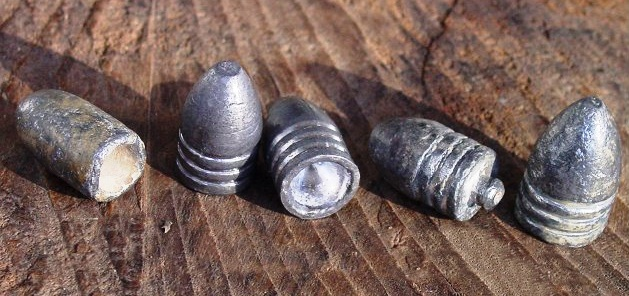
미니에탄

미니에탄(Minié ball)은 1830년대부터 1840년대 사이에 프랑스의 육군 장교인 클로드에티엔 미니에가 발명한 머스킷 탄환이다.
미니에탄의 특징은 그때 당시의 표준 탄환이던 '구형' 탄환이 아닌 '원추형' 탄환이라는 것이다. 두 번째는 아랫부분이 비어 있고 그곳에 작은 나무 꼬깔이 끼워져 있다. 이렇게 하면 화약이 폭발할 때 나무 꼬깔이 앞으로 밀려서 탄이 팽창해 총열에 꽉 맞물려 효과를 누린다. 게다가 탄의 속이 비어 있어 명중할 경우 탄이 터져서 살상력이 높아진다.

## 같이 보기
- 총포신
- 화약
- 전장 총포
- 발사체
- 강선